# Alma erviniás elhalása
Az alma erviniás elhalása, elterjedt nevén tűzelhalás az almafa bakteriális eredetű betegsége, melyet az Erwinia amylovora nevű baktérium okoz.
Gazdanövény
körte, alma, birs, dísznövények
Az alma legsúlyosabb gazdasági és védekezéstechnológiai problémát jelentő betegsége.

A tünetek leírása
- A bibén keresztül fertőz virágzás idején.
- A magas pára és hőmérséklet kedvez a fertőzésnek.
- Először a virág részei, majd a fiatal hajtások megfeketednek, a hajtás pásztorbotszerűen meghajlik.
- A fertőzött vesszőkön, gallyakon, majd ágakban és a törzsben halad tovább a fertőzés.
- A megfeketedett virágok, gyümölcskezdemények nem hullanak le.
- Tejszerű baktériumnyálka tör elő a fertőzött részekből.

Terjedés
A sebzéseken át képes behatolni, de művelő eszközökkel, szaporítóanyaggal, gyümölccsel, állatokkal, vízzel, széllel kerülhet át másik növényre.
Védekezés
A megelőzéshez is szükséges az ültetvények, fák folyamatos szemrevételezése, a fertőzött részek eltávolítása legalább 30–40 cm-es egészségesnek látszó hajtásrésszel, emellett nagyon fontos az eszközök fertőtlenítése, különben a betegség visszaszorítása helyett épp ellenkezőleg, annak terjesztése következik be.
- A virágzás időszakában a forgalomban kapható Aureobasidium pullulans mikrogomba tartalmú készítmények használhatók, melyek kijuttatva megtelepedve a virágokon elfedik a kórokozó behatolási helyeit (térparazitizmus), ezzel akadályozzák a fertőzés kialakulását.
- Virágzás előtt és – a termés minőségromlását elkerülendő – a termés viaszosodása után réztartalmú szerek permetezésével lehetséges a védekezés.
- Az elhúzódó virágzási idejű vagy másodvirágzásra hajlamos fajtákon a virágok leszedése megakadályozza a fertőzés kialakulását.
- Rezisztens gyümölcsfajták már forgalomban vannak, nemesítési programjuk folyamatosan zajlik.
- karantén rendszabályok betartása,
- beteg részek visszavágása egészséges részig, beteg növények megsemmisítése, ellenálló fajok,
- metszőolló rendszeres fertőtlenítés.
- Permetezés réztartalmú, kontakt permetezőszerekkel.